# بيتر كينغ (لاعب كرة قدم بريطاني)
بيتر كينغ (بالإنجليزية: Peter King)‏ هو لاعب كرة قدم بريطاني، ولد في 3 أبريل 1943 في ورسستر في المملكة المتحدة. لعب مع كارديف سيتي ونادي ووستر سيتي.